# 福原綾香
福原 綾香（ふくはら あやか、1989年12月31日 - ）は、日本の女性声優。鹿児島県出身。アクロスエンタテインメント所属。
代表作に『アイドルマスター シンデレラガールズ』の渋谷凛役、『キャプテン翼』（第4作）の岬太郎役などがある。

## 来歴
日本ナレーション演技研究所出身。その後、ヴィムスに所属。
幼少時は獣医になりたかったが、『HUNTER×HUNTER R』のリスナーを機に声優を目指すことを決意した。そのため中学生の時から声優の通信講座でトレーニングをしていた。15歳の時には放送部、美術部、合唱部に掛け持ちで所属し、その後は管理栄養士の資格を取るために大学に進学。
学生時代はあがり症のため、合唱部に入部したり弁論大会に参加したりなど文系的な趣向が強かった。
『アイドルマスター シンデレラガールズ』のオーディションの話を最初に聞いた時点では合格を諦めかけていたが、合格してからは眠れないくらいに落ち着かなかったという。オーディションでは坂本真綾の「紅茶」を歌い、審査員の目に止まった。
2020年10月25日、当時スターダストプロモーション声優部所属の声優・中西伶郎（現：辰守伶郎）との結婚を発表。福原はブログに、中西はTwitterにそれぞれの直筆の書面を公開した。
2021年11月30日をもってヴィムスを退所し、フリーとなった。その後、2022年1月6日にアクロスエンタテインメントに所属したことをブログで発表した。

## 人物
趣味、特技は、一人アニメ名場面コント、料理（アニメ・漫画に出てきた料理の再現も好む）、歌、エアバルーンアート、文章を書くこと、トレーニング、一人アニメ名場面劇場、寝付きの良さ。得意料理は苺パフェ。資格は管理栄養士国家資格、ボディメイクインストラクター、英検2級。
性格はマイペース。
AKB48の峯岸みなみのファンで、安藤裕子や水樹奈々の楽曲も好む。また、父親からは「楽な道は選ぶな」という言いつけをされている。
上京して初めて会った声優は羽多野渉。街中でのことで、「絶対この仕事に就きたい」と一層強く思うようになった。
料理が得意な事もあり、2016年から『のぞみとあやかのMog2Kitchen』が配信開始となった
好きな動物はカワウソでぬいぐるみを所持している。

## 出演
太字はメインキャラクター。

### テレビアニメ
2013年
- アラタカンガタリ〜革神語〜（日ノ原仍）
- デュエル・マスターズ ビクトリーV3（ジェニー1号）
- 恋愛ラボ（マキの姉）
- ローゼンメイデン（新アニメ）（女子高生）
- 私がモテないのはどう考えてもお前らが悪い!（保険医）

2014年
- 人生相談テレビアニメーション「人生」（黒川真理）
- 大図書館の羊飼い（女子生徒E、委員長）
- 探検ドリランド -1000年の真宝-（天上女神ナシャ）
- トリニティセブン（ルーグ）

2015年
- アイドルマスター シンデレラガールズ（渋谷凛、安部菜々の母） - 2シリーズ
- 怪盗ジョーカー（レイ）

2016年
- クオリディア・コード（凛堂ほたる）
- SUPER LOVERS（2016年 - 2017年、安西望未、女性客） - 2シリーズ
- ViVid Strike!（ライラ・カプリス）

2017年
- アイドルマスター シンデレラガールズ劇場（2017年 - 2019年、渋谷凛、女性ファン） - 4シリーズ
- 賭ケグルイ（2017年 - 2019年、五十嵐清華） - 2シリーズ
- バトルガール ハイスクール（御剣風蘭）
- いぬやしき（中本、女子、女子生徒、生徒）
- Dies irae（2017年 - 2018年、綾瀬香純、ヨハン） - 2シリーズ

2018年
- キャプテン翼（第4作）（2018年 - 2024年、岬太郎、杉本久美） - 2シリーズ
- レイトン ミステリー探偵社 〜カトリーのナゾトキファイル〜（エリザベス・ブレイムス〈過去〉、リリアン）
- 千銃士（ジャン）
- 夢王国と眠れる100人の王子様（チビキエル、店員）
- 邪神ちゃんドロップキック（2018年 - 2022年、涼くん） - 3シリーズ

2019年
- マナリアフレンズ（グレア）
- Fairy gone フェアリーゴーン（ヴェロニカ・ソーン） - 2シリーズ
- どるふろ（2019年 - 2020年、Gr G11、RO635） - 2シリーズ
- ライフル・イズ・ビューティフル（四十宮塔子）

2020年
- ランウェイで笑って（木崎香留）
- アズールレーン（ビスマルク）
- 新サクラ大戦 the Animation（アナスタシア・パルマ）
- 食戟のソーマ 豪ノ皿（料理人H）
- ヒーリングっど♥プリキュア（2020年 - 2021年、樹サクヤ）
- ぐらぶるっ!（グレア）
- 呪術廻戦（留守電サービス）

2021年
- 装甲娘戦機（ミハル）
- アズールレーン びそくぜんしんっ!（ビスマルク、U-556）
- トロピカル〜ジュ!プリキュア（2021年 - 2022年、白鳥百合子）
- 不滅のあなたへ（2021年 - 2023年、母親、セラ） - 2シリーズ
- 平穏世代の韋駄天達（バズ）

2022年
- イロドリミドリ（御形アリシアナ）
- プリンセスコネクト!Re:Dive Season 2（チカ）
- 可愛いだけじゃない式守さん（狼谷さん）
- Extreme Hearts（橘雪乃）

2023年
- アイドルマスター シンデレラガールズ U149（渋谷凛）
- 経験済みなキミと、経験ゼロなオレが、お付き合いする話。（山名笑琉）

2024年
- 結婚指輪物語（占術師）
- 烏は主を選ばない（真赭の薄）
- エルフさんは痩せられない。（男鹿）

2025年
- メダリスト（犬飼総太）
- Unnamed Memory Act.2（ニル）
- 日々は過ぎれど飯うまし（太田まゆみ）
- 中禅寺先生物怪講義録 先生が謎を解いてしまうから。（鵜久森綾乃）
- ロックは淑女の嗜みでして（院瀬見ティナ）

### 劇場アニメ
- 劇場版 蒼き鋼のアルペジオ -アルス・ノヴァ- DC / Cadenza（2015年、ミョウコウ[49]） - 2作品
- 劇場版 トリニティセブンシリーズ（2017年 - 2019年、ルーグ[50][51]） - 2作品
- 劇場版 SERVAMP-サーヴァンプ- -Alice in the Garden-（2018年、宇佐美三月[52]）
- 劇場版 Collar×Malice -deep cover-（2023年、桜川寿[53]） - 前編

### OVA
- OVA アズールレーン Queen's Orders（2023年、ビスマルク）

### Webアニメ
2010年代
- アイドルマスター シンデレラガールズ劇場 火曜シンデレラシアター / Extra Stage（2017年 - 2020年、渋谷凛） - 2シリーズ
- 約束の七夜祭り（2018年、湖月姫）

2020年代
- どるふろ -癒し篇2-（2021年、Gr G11、ROダイナーゲート、RO635）
- 賭ケグルイ双（2022年、五十嵐清華）
- 風都探偵（2022年、チーム・メグたん）
- CINDERELLA GIRLS 10th Anniversary Celebration Animation ETERNITY MEMORIES（2022年、渋谷凛）

### ゲーム
2012年
- アイドルマスターシリーズ（2012年 - 2025年、渋谷凛） - 14作品
- 恋戦!!時空戦姫（スクルゥ）
- 恋戦!!童話プリンセス（シンデレラ）
- TOKYOヤマノテBOYS Portable

2013年
- わグルま!（ラダマントゥス）

2014年
- アンジュ・ヴィエルジュ 〜第2風紀委員 ガールズバトル〜（タイプMU-21ナナ）
- 神撃のバハムート（グレア）
- グランブルーファンタジー（2014年 - 2022年、グレア、渋谷凛、青縞の生物）
- 新星のグランドユニオン（アスタルテア）

2015年
- イロドリミドリ（御形アリシアナ）
- 家電少女（ホカ）
- クイズRPG 魔法使いと黒猫のウィズ（プルミエ・シエル）
- しんけん!!（童子切らいこ）
- バトルガール ハイスクール（御剣風蘭）
- プリンセスコネクト!（三角千歌、渋谷凛）
- ミリ姫大戦（ネーリング）
- ロボットガールズZ ONLINE（ダイモくん〈闘将ダイモス〉）

2016年
- アイドルコネクト -AsteriskLive-（佐倉まひろ）
- アルテイルクロニクル（ヴェリーミア）
- オルタナティブガールズ（アディレ）
- Collar×Malice（桜川寿）
- サッカースピリッツ（京子）
- Shadowverse（2016年 - 2021年、ディザスターウィッチ、グレア、血餓の女帝、渋谷凛 他）
- 白猫テニス（夕霧）
- 戦国アスカZERO（安倍晴明、斎藤一）
- フィギュアヘッズ（オリヴィア）
- りっく☆じあ〜す（市ヶ谷愛、74式戦車、AH-1S、習志野飛音、明野菜摘）
- World of Warships（ミョウコウ）
- ワンダークラウン〜七つの大陸と忘れられた島国〜（メルダ、リョローナ、ラクシュナ）

2017年
- ヴァルキリーコネクト（クラリス、フリスト）
- オメガラビリンスZ（茜崎莉央）
- 幻獣契約クリプトラクト（セツナ）
- 幻想神域 -Link of Hearts-（アメノムラクモ）
- 鋼鉄のワルツ（M26、M48A2）
- 戦艦少女R（ビスマルク、飛鷹）
- 刻のイシュタリア（フレイヤ）
- ドラゴンジェネシス -聖戦の絆-（アテナ）
- 編隊少女 -フォーメーションガールズ-（ソフィヤ・アルジャコワ）
- ルナプリ from 天使帝國（マーサ）
- アズールレーン（2017年 - 2023年、ビスマルク、シャルンホルスト、U-556） - 2作品

2018年
- 蒼の三国志（関銀屏）
- 装甲娘（トダイチカ、ヤナギハラ アイノ、サワタリ サリナ）
- セブンズストーリー（ガーネット）
- プリンセスコネクト！Re:Dive（2018年 - 2024年、チカ / 三角千歌、グレア、リン / 渋谷凛）
- ロックマン11 運命の歯車!!（ロックマン）
- MU LEGEND（ウィスパラー）
- THE KING OF FIGHTERS XIV（ナジュド）
- Collar×Malice -Unlimited-（桜川寿）
- 竜星のヴァルニール（カリカロ）
- LOSTTRIGGER（シズカ）
- 機動戦隊アイアンサーガ（ミドリ、佐々木光子）
- トリプルモンスターズ（真珠姫パール、夢魔の女王リリス、戦と勝利の女神モリガン）
- 蒼青のミラージュ（信濃）
- ドールズフロントライン（RO635、G11）
- メイド イン ワリオ ゴージャス（アシュリー、アイミ）
- オルターレコードアジャストメント（ジャンヌダルク）
- ブラウンダスト（サブリナ）
- ドラガリアロスト（シュベール）
- キングスレイド（セリア）
- キャプテン翼ZERO ～決めろ！ミラクルシュート～（岬太郎）

2019年
- 47 HEROINES（繊月燕朱）
- トリニティセブン -夢幻図書館と第7の太陽-（ルーグ）
- クダンノフォークロア（九段朔夜）
- ぷよぷよ!!クエスト（アナスタシア・パルマ）
- 新サクラ大戦（アナスタシア・パルマ）
- スーパーロボット大戦X-Ω（アナスタシア・パルマ）
- BORDER BREAK（アナスタシア・パルマ）
- Project NOAH - プロジェクト・ノア -（ニコラ・ハドソン）
- ファイトリーグ（異端なる求道者 七星）

2020年
- スターオーシャン:アナムネシス（アナスタシア・パルマ）
- チェインクロニクル3（アナスタシア・パルマ）
- AFK アリーナ（シェミーラ）
- メガミヒストリア（ガブリエル、ロキ）
- キャプテン翼 RISE OF NEW CHAMPIONS（岬太郎）
- ロックマンX DiVE（ロックマン）
- World of Warships:Legends（シャルンホルスト）

2021年
- けものフレンズ3（ヤク）
- ニーア リィンカーネーション（義肢の狩人）
- ウマ娘 プリティーダービー（2021年 - 2023年、シーキングザパール）
- 戦国RENKA ズーム！（木村重成）
- 装甲娘 ミゼレムクライシス（Gレックス）
- ブラック・サージナイト（ノーフォーク）
- DCスーパーヒーローガールズ ティーンパワー（グリーンランタン / ジェシカ・クルス）

2022年
- プリコネ！グランドマスターズ（チカ）
- SINoALICE -シノアリス-（五十嵐清華）
- アイドルコネクト -AsteriskLive- 2022（佐倉まひろ）
- 原神（ディシア）
- 無期迷途（ゾーヤ）

2023年
- ヘブンバーンズレッド（姉御）
- ストリートファイター6（マノン）
- THE KING OF FIGHTERS XV（ナジュド） - DLC追加キャラクター
- 東方幻想エクリプス（上白沢慧音）

2024年
- ポケモンマスターズEX（ダリア）
- アウタープレーン（レジーナ）
- 白猫プロジェクト NEW WORLD'S（ユノス）
- エルゴスム（天卸ルチア）

### ドラマCD
2012年
- ZONE-00 ドラマCD「劇-III」（少女）

2013年
- アイドルマスター シンデレラガールズ シリーズ（渋谷凛）
- スターマイン（星野里梨）※コミックス4巻ドラマCD付き特装版
- 聖剣と魔竜の世界（アーリアン＝Ｄ＝ハクア）
- ラグナロクオンライン 10thアニバーサリードラマCD ～私が選ぶ、明日の私～（旅館「イフリート」従業員）

2014年
- スターマイン（星野里梨）※コミックス5巻ドラマCD付き特装版
- 聖剣と魔竜の世界 ドラマCD『聖剣と魔竜のデッドエアー』（アーリアン＝D＝ハクア）

2015年
- あの娘にキスと白百合を ドラマCD2 スターダストラヴァーズ（日下部千春）
- 篠崎さん気をオタしかに! ドラマCD「ピュアピュアな休日」（山野辺桃子）
- スターマイン（星野里梨）※コミックス6巻ドラマCD付き特装版
- 聖剣と魔竜の世界 ドラマCD『聖剣と魔竜の真世界』（アーリアン＝D＝ハクア）

2016年
- あの娘にキスと白百合を ドラマCD（日下部千春）
- ドラマCD「フレラジ☆」（白河ハジメ）

2018年
- プリンセスコネクト！Re:Dive PRICONNE CHARACTER SONG（2018年 - 2020年、チカ） - 第3弾・第14弾

### 吹き替え

#### 映画
- 最強ゾンビ・ハンター（2014年、アリソン〈クレア・ニーダープルーム〉）
- レッドファクション 地球防衛軍vs火星反乱軍（2014年、テス〈ダニエル・ニコレット〉）
- ハッピーエンドが書けるまで（2015年、サマンサ・ボーゲンズ〈リリー・コリンズ〉）
- ナイト・ガーディアンズ（2017年、ダナ〈リューボフ・アクセイヨノバ〉）
- ハートビート（2017年、ルビー〈キーナン・カンパ〉）
- ウォッチメン アルティメット・カット版（2019年、黒人子供）
- ナイトロ・サーカス ザ・ムービー（2019年、ジョリーン・ヴァン・ヴュット）ボイスオーバー
- マーダー・ミステリー（2019年、スージー・ナカムラ〈忽那汐里〉）
- ドクター・ドリトル（2020年、リリー・ドリトル〈カシア・スムトゥニアク〉[151][152]）
- ホーンテッド 世界一怖いお化け屋敷（2020年、ベイリー〈ローリン・マクレーン〉）
- スペース・プレイヤーズ（2021年、幼いマリク[153]）
- ラン・ハイド・ファイト（2021年、ゾーイ〈イザベル・メイ〉）
- シャザム!（2021年、メアリー / スーパーメアリー〈グレイス・フルトン、ミシェル・ボース〉[154]）※ザ・シネマ版
- でっかくなっちゃった赤い子犬 僕はクリフォード（2022年、フローレンス〈ミア・ロン〉[155]）

#### ドラマ
- ヒューマンズ　シーズン2（2018年、V〈CHLOE WICKS〉）
- 恋するアプリ Love Alarm（2019年、モンスン）
- シェイムレス9 俺たちに恥はない（2019年、ザン）
- V Wars（2019年、ダニカ）
- ホークアイ（2021年、フラニー、アーマンド7世、ミッシー）
- ザ・リクルート（2022年、アメリア・サラザール <ケイラ・ザンダー>）

#### アニメ
- ガーディアン・ブラザーズ -小門神-（2016年、ブルーム）
- チキチキマシン猛レース!（2018年、モルガナ（ココアちゃん））
- DCスーパーヒーロー・ガールズ（2020年、ジェシカ / グリーン・ランタン[156]）
- アダムス・ファミリー（2020年、キャンディ[157]）

### デジタルコミック
- 暗殺教室（2013年、片岡メグ）
- 行進子犬に恋文を（2019年、加賀美藤乃）
- 魔剣使いの元少年兵は、元敵幹部のお姉さんと一緒に生きたい（2022年、サティス[158]、アンジェリカ[159]）

### オーディオドラマ
- BURNS SKOOL （2021年 - 、鬼島蓮）
- Extreme Hearts S×S×S（2022年、橘雪乃）

### オーディオブック
- 異類婚姻譚[160]
- 君の膵臓をたべたい（桜良の母[161]）
- invert II 覗き窓の死角（2023年、江刺詢子[162]）

### ナレーション
- アニメマシテ（2016年2月、テレビ東京）
- プロジェクト・ランウェイ16（2018年、クレア）ボイスオーバー

### ラジオ
※はインターネット配信。
- デレラジ（2012年 - 2014年、HiBiKi Radio Station※・ニコニコ生放送※[注 2]）[163]
  - デレラジA（2015年 - 2016年、HiBiKi Radio Station※・ニコニコ生放送※）[164]
  - デレラジ☆（2016年 - 2017年、HiBiKi Radio Station※・ニコニコ生放送※）[165][注 3]
- ラジオ クオリディア・コード 南関東三都市防衛機構放送部（2016年、HiBiKi Radio Station※）[166]
- THE IDOLM@STER MUSIC ON THE RADIO（2019年、ニコニコ生放送※） - アシスタントパーソナリティー

### テレビ番組
※はインターネット配信。
- のぞみとあやかのMog2Kitchen（2016年 - 、ニコニコ生放送※）[167][168]
- プンマサヨシチャンネル（2017年 - 、OPENREC.tv※）

### 朗読劇
- 声の優れた俳優によるドラマリーディング 日本文学名作選 vol. 6「舞姫事件－鴎外輪舞曲－」（2018年4月11日、紀伊國屋サザンシアター TAKASHIMAYA）

### 映像商品
- ラジオ アイドルマスター シンデレラガールズ『デレラジ』DVD Vol.1 - 9（2012年 - 2017年）
- HiBiKi Radio Station × THE IDOLM@STER 春のP祭り（2013年）
- THE IDOLM@STER 8th ANNIVERSARY HOP! STEP!! FESTIV@L!!! @MAKUHARI0922（2014年）[169]
- THE IDOLM@STER M@STERS OF IDOL WORLD!!2014（2014年）[170]
- THE IDOLM@STER CINDERELLA GIRLS 1stLIVE WONDERFUL M@GIC!!（2014年）[171]
- THE IDOLM@STER CINDERELLA GIRLS 2ndLIVE PARTY M@GIC!!（2015年）[172]
- 「蒼き鋼のアルペジオ –アルス・ノヴァ-」Character Songs LIVE “Blue Field”～Finale～（2016年）[注 4][173]
- 金朋声優ラボ2 Vol.3（2016年）[174]
- 声優シェアハウス 渕上舞の今日は雨だから… Vol.2（2016年）[175]
- THE IDOLM@STER M@STER OF IDOL WORLD!!2015 Live Blu-ray（2016年）[176]
- THE IDOLM@STER CINDERELLA GIRLS 3rdLIVE シンデレラの舞踏会 -Power of Smile- Blu-ray（2016年）[177]
- THE IDOLM@STER CINDERELLA GIRLS 4thLIVE TriCastle Story[178]

### その他コンテンツ
- LINEスタンプ『アイドルマスター シンデレラガールズ2』（2015年、渋谷凛）
- あにそんボーカル「暁の車」[179]
- DIGITAL PHOTO LIFE 『SHOOT UP』[180]
- チョクメ！[181]（2016年4月11日 - ）[182]
- スマートフォンアプリ「Yahoo!カーナビ」 きせかえボイス・アイドルマスター シンデレラガールズ（2017年、渋谷凛[183]）

## ディスコグラフィ

### キャラクターソング
| 発売日         | 商品名 | 歌 | 楽曲                                                                                               | 備考                                                                              |
| -------------- | --- | --- | -------------------------------------------------------------------------------------------------- | --------------------------------------------------------------------------------- |
| 2012年4月18日  | THE IDOLM@STER CINDERELLA MASTER 001 渋谷凛                                                                 | 渋谷凛（福原綾香） | 「Never say never」                                                                                | ゲーム『アイドルマスター シンデレラガールズ』関連曲                               |
| 2013年4月10日  | THE IDOLM@STER CINDERELLA MASTER お願い！シンデレラ                                                         | THE IDOLM@STER CINDERELLA GIRLS | 「お願い!シンデレラ（M@STER VERSION）」                                                            | ゲーム『アイドルマスター シンデレラガールズ』関連曲                               |
| 2013年4月10日  | THE IDOLM@STER CINDERELLA MASTER お願い！シンデレラ                                                         | CINDERELLA GIRLS for Cool! | 「お願い!シンデレラ（Cool VERSION）」                                                              | ゲーム『アイドルマスター シンデレラガールズ』関連曲                               |
| 2013年8月14日  | THE IDOLM@STER CINDERELLA MASTER 輝く世界の魔法                                                             | 神崎蘭子（内田真礼）、アナスタシア（上坂すみれ）、高垣楓（早見沙織）、輿水幸子（竹達彩奈）、渋谷凛（福原綾香） | 「輝く世界の魔法（M@STER VERSION）」                                                               | ゲーム『アイドルマスター シンデレラガールズ』関連曲                               |
| 2013年8月14日  | THE IDOLM@STER CINDERELLA MASTER 輝く世界の魔法                                                             | CINDERELLA GIRLS for NEW GENERATIONS! | 「輝く世界の魔法（NEW GENERATIONS VERSION）」                                                      | ゲーム『アイドルマスター シンデレラガールズ』関連曲                               |
| 2013年9月25日  | THE IDOLM@STER CINDERELLA MASTER cool jewelries! 001                                                        | 渋谷凛（福原綾香）、高垣楓（早見沙織）、神崎蘭子（内田真礼）、多田李衣菜（青木瑠璃子）、新田美波（洲崎綾） | 「Nation Blue」 「ススメ☆オトメ 〜jewel parade〜」                                                 | ゲーム『アイドルマスター シンデレラガールズ』関連曲                               |
| 2013年9月25日  | THE IDOLM@STER CINDERELLA MASTER cool jewelries! 001                                                        | 渋谷凛（福原綾香） | 「蒼穹」                                                                                           | ゲーム『アイドルマスター シンデレラガールズ』関連曲                               |
| 2014年4月5日   | THE IDOLM@STER CINDERELLA GIRLS 1st LIVE WONDERFUL M@GIC!! "お願い！シンデレラ" ソロ・リミックス            | 渋谷凛（福原綾香） | 「お願い！シンデレラ（M@STER VERSION）」                                                           | ゲーム『アイドルマスター シンデレラガールズ』関連曲                               |
| 2014年7月30日  | THE IDOLM@STER CINDERELLA MASTER We're the friends!                                                         | THE IDOLM@STER CINDERELLA GIRLS! | 「We're the friends!」                                                                             | ゲーム『アイドルマスター シンデレラガールズ』関連曲                               |
| 2014年7月30日  | THE IDOLM@STER CINDERELLA MASTER We're the friends!                                                         | THE IDOLM@STER CINDERELLA GIRLS for BEST5! | 「メッセージ」                                                                                     | ゲーム『アイドルマスター シンデレラガールズ』関連曲                               |
| 2014年10月22日 | THE IDOLM@STER M@STERS OF IDOL WORLD!!2014 特典CD                                                           | 天海春香（中村繪里子）、如月千早（今井麻美）、星井美希（長谷川明子）、島村卯月（大橋彩香）、渋谷凛（福原綾香）、本田未央（原紗友里）、春日未来（山崎はるか）、最上静香（田所あずさ）、伊吹翼（Machico） | 「IDOL POWER RAINBOW」                                                                             | ライブイベント『THE IDOLM@STER M@STERS OF IDOL WORLD!!2014』テーマソング          |
| 2014年10月22日 | THE IDOLM@STER M@STERS OF IDOL WORLD!!2014 特典CD                                                           | 島村卯月（大橋彩香）、渋谷凛（福原綾香）、本田未央（原紗友里） | 「IDOL POWER RAINBOW」                                                                             | ライブイベント『THE IDOLM@STER M@STERS OF IDOL WORLD!!2014』テーマソング          |
| 12014年1月5日  | THE IDOLM@STER CINDERELLA GIRLS-ANIMATION FIRST SET-【完全生産限定版】                                      | 島村卯月（大橋彩香）、渋谷凛（福原綾香）、本田未央（原紗友里） | 「お願い!シンデレラ -JAZZ Rearrange Mix-」                                                         | ゲーム『アイドルマスター シンデレラガールズ』関連曲                               |
| 2014年11月29日 | THE IDOLM@STER CINDERELLA GIRLS 2ndLIVE PARTY M@GIC!! ススメ☆オトメ 〜jewel parade〜                        | 渋谷凛（福原綾香） | 「ススメ☆オトメ 〜jewel parade〜」                                                                 | ゲーム『アイドルマスター シンデレラガールズ』関連曲                               |
| 2014年12月28日 | Crossing Destiny                                                                                            | アン（日笠陽子）、グレア（福原綾香） | 「Crossing Destiny」                                                                               | ゲーム『神撃のバハムート』関連曲                                                  |
| 2015年1月21日  | THE IDOLM@STER CINDERELLA GIRLS ANIMATION PROJECT 00 ST@RTER BEST                                           | CINDERELLA PROJECT | 「ススメ☆オトメ 〜jewel parade〜」                                                                 | テレビアニメ『アイドルマスター シンデレラガールズ』関連曲                         |
| 2015年2月18日  | THE IDOLM@STER CINDERELLA GIRLS ANIMATION PROJECT 01 Star!!                                                 | CINDERELLA PROJECT | 「Star!!」                                                                                         | テレビアニメ『アイドルマスター シンデレラガールズ』オープニングテーマ             |
| 2015年2月18日  | THE IDOLM@STER CINDERELLA GIRLS ANIMATION PROJECT 01 Star!!                                                 | 島村卯月（大橋彩香）、渋谷凛（福原綾香）、本田未央（原紗友里） | 「メッセージ」                                                                                     | テレビアニメ『アイドルマスター シンデレラガールズ』エンディングテーマ             |
| 2015年4月22日  | THE IDOLM@STER CINDERELLA GIRLS ANIMATION PROJECT 07 できたてEvo! Revo! Generation!                         | new generations | 「できたてEvo! Revo! Generation!」                                                                 | テレビアニメ『アイドルマスター シンデレラガールズ』挿入歌                         |
| 2015年4月22日  | THE IDOLM@STER CINDERELLA GIRLS ANIMATION PROJECT 07 できたてEvo! Revo! Generation!                         | new generations | 「夕映えプレゼント」                                                                               | テレビアニメ『アイドルマスター シンデレラガールズ』関連曲                         |
| 2015年4月23日  | アイドルマスター シンデレラガールズ BD・DVD 第1巻完全生産限定版特典CD「346Pro IDOL selection vol.1」        | 渋谷凛（福原綾香） | 「S(mile)ING! -For Rin rearranged MIX-」                                                           | テレビアニメ『アイドルマスター シンデレラガールズ』関連曲                         |
| 2015年5月13日  | THE IDOLM@STER CINDERELLA GIRLS ANIMATION PROJECT 08 GOIN'!!!                                               | CINDERELLA PROJECT | 「GOIN'!!!」                                                                                       | テレビアニメ『アイドルマスター シンデレラガールズ』挿入歌                         |
| 2015年5月13日  | THE IDOLM@STER CINDERELLA GIRLS ANIMATION PROJECT 08 GOIN'!!!                                               | CINDERELLA PROJECT | 「夕映えプレゼント」                                                                               | テレビアニメ『アイドルマスター シンデレラガールズ』エンディングテーマ             |
| 2015年7月17日  | THE IDOLM@STER M@STERS OF IDOL WORLD!!2015 Nation Sapphire アンドロイド                                     | 渋谷凛（福原綾香） | 「Nation Blue」                                                                                    | ゲーム『アイドルマスター シンデレラガールズ』関連曲                               |
| 2015年7月29日  | THE IDOLM@STER CINDERELLA MASTER Absolute NIne                                                              | THE IDOLM@STER CINDERELLA GIRLS! | 「Absolute NIne」                                                                                  | ゲーム『アイドルマスター シンデレラガールズ』関連曲                               |
| 2015年8月5日   | THE IDOLM@STER CINDERELLA GIRLS ANIMATION PROJECT 2nd season 01 Shine!!                                     | CINDERELLA PROJECT | 「Shine!!」                                                                                        | テレビアニメ『アイドルマスター シンデレラガールズ』オープニングテーマ             |
| 2015年8月5日   | THE IDOLM@STER CINDERELLA GIRLS ANIMATION PROJECT 2nd season 01 Shine!!                                     | 島村卯月（大橋彩香）、渋谷凛（福原綾香）、本田未央（原紗友里）、双葉杏（五十嵐裕美）、諸星きらり（松嵜麗） | 「とどけ！アイドル」                                                                               | ゲーム『アイドルマスター シンデレラガールズ スターライトステージ』テーマソング    |
| 2015年9月16日  | 「蒼き鋼のアルペジオ -アルス・ノヴァ-」“Blue Field”キャラクターSongs Vol.2                                  | 霧の生徒会 | 「Will Fade Away」                                                                                 | 劇場アニメ『蒼き鋼のアルペジオ -アルス・ノヴァ-』関連曲                           |
| 2015年10月14日 | THE IDOLM@STER CINDERELLA GIRLS ANIMATION PROJECT 2nd season 05                                             | Triad Primus | 「Trancing Pulse」 「できたてEvo! Revo! Generaion!」                                               | テレビアニメ『アイドルマスター シンデレラガールズ』挿入歌                         |
| 2015年11月11日 | THE IDOLM@STER CINDERELLA GIRLS ANIMATION PROJECT 2nd Season 06                                             | new generations | 「流れ星キセキ」                                                                                   | テレビアニメ『アイドルマスター シンデレラガールズ』挿入歌                         |
| 2015年11月11日 | THE IDOLM@STER CINDERELLA GIRLS ANIMATION PROJECT 2nd Season 06                                             | new generations | 「心もよう」                                                                                       | テレビアニメ『アイドルマスター シンデレラガールズ』エンディングテーマ             |
| 2015年11月25日 | THE IDOLM@STER CINDERELLA GIRLS ANIMATION PROJECT 2nd Season 07                                             | CINDERELLA PROJECT | 「M@GIC☆」                                                                                         | テレビアニメ『アイドルマスター シンデレラガールズ』挿入歌                         |
| 2015年11月25日 | THE IDOLM@STER CINDERELLA GIRLS ANIMATION PROJECT 2nd Season 07                                             | CINDERELLA PROJECT | 「夢色ハーモニー」                                                                                 | テレビアニメ『アイドルマスター シンデレラガールズ』エンディングテーマ             |
| 2015年11月27日 | THE IDOLM@STER CINDERELLA GIRLS 3rdLIVE シンデレラの舞踏会 - Power of Smile -オリジナルCD                   | 渋谷凛（福原綾香） | 「できたてEvo! Revo! Generation!」                                                                 | テレビアニメ『アイドルマスター シンデレラガールズ』関連曲                         |
| 2015年12月29日 | CHUNITHM オリジナルサウンドトラック Change Our MIRAI!                                                       | イロドリミドリ | 「Change Our MIRAI!」                                                                              | ゲーム『チュウニズム』関連曲                                                      |
| 2015年12月29日 | CHUNITHM オリジナルサウンドトラック Change Our MIRAI!                                                       | 御形アリシアナ（福原綾香） | 「Change Our MIRAI!」                                                                              | ゲーム『チュウニズム』関連曲                                                      |
| 2016年2月20日  | CHUNITHM オリジナルサウンドトラック 無敵We are one!!                                                        | イロドリミドリ | 「無敵We are one!!」                                                                               | ゲーム『チュウニズム』関連曲                                                      |
| 2016年2月20日  | CHUNITHM オリジナルサウンドトラック 無敵We are one!!                                                        | 御形アリシアナ（福原綾香） | 「無敵We are one!!」                                                                               | ゲーム『チュウニズム』関連曲                                                      |
| 2016年3月30日  | THE IDOLM@STER MASTER CINDERELLA GIRLS ANIMATION PROJECT ORIGINAL SOUNDTRACK                                | 渋谷凛（福原綾香）、新田美波（洲崎綾）、アナスタシア（上坂すみれ）、神崎蘭子（内田真礼）、多田李衣菜（青木瑠璃子） | 「Nation Blue（TV Size）」                                                                         | テレビアニメ『アイドルマスター シンデレラガールズ』関連曲                         |
| 2016年3月30日  | THE IDOLM@STER MASTER CINDERELLA GIRLS ANIMATION PROJECT ORIGINAL SOUNDTRACK                                | 島村卯月（大橋彩香）、本田未央（原紗友里）、渋谷凛（福原綾香）、神谷奈緒（松井恵理子）、北条加蓮（渕上舞） | 「STORY」                                                                                          | テレビアニメ『アイドルマスター シンデレラガールズ』関連曲                         |
| 2016年3月30日  | THE IDOLM@STER CINDERELLA GIRLS STARLIGHT MASTER 01 Snow Wings                                              | 島村卯月（大橋彩香）、渋谷凛（福原綾香）、本田未央（原紗友里）、大槻唯（山下七海）、上条春菜（長島光那） | 「Snow Wings（M@STER VERSION）」                                                                   | ゲーム『アイドルマスター シンデレラガールズ スターライトステージ』関連曲          |
| 2016年3月30日  | THE IDOLM@STER CINDERELLA GIRLS STARLIGHT MASTER 01 Snow Wings                                              | 渋谷凛（福原綾香） | 「AnemoneStar」                                                                                    | ゲーム『アイドルマスター シンデレラガールズ スターライトステージ』関連曲          |
| 2016年5月8日   | Help me, あーりん! / なるとなぎのパーフェクトロックンロール教室                                             | 明坂芹菜（新田恵海）、御形アリシアナ（福原綾香）、天王洲なずな（山本彩乃） | 「Help me, あーりん!」                                                                             | ゲーム『チュウニズム』関連曲                                                      |
| 2016年6月8日   | THE IDOLM@STER M@STERS OF IDOL WORLD!!2015 特典CD                                                           | 天海春香（中村繪里子）、如月千早（今井麻美）、星井美希（長谷川明子）、島村卯月（大橋彩香）、渋谷凛（福原綾香）、本田未央（原紗友里）、春日未来（山崎はるか）、最上静香（田所あずさ）、伊吹翼（Machico） | 「アイ MUST GO!」                                                                                  | ライブイベント『THE IDOLM@STER M@STERS OF IDOL WORLD!!2015』テーマソング          |
| 2016年6月8日   | THE IDOLM@STER M@STERS OF IDOL WORLD!!2015 特典CD                                                           | 島村卯月（大橋彩香）、渋谷凛（福原綾香）、本田未央（原紗友里） | 「アイ MUST GO!」                                                                                  | ライブイベント『THE IDOLM@STER M@STERS OF IDOL WORLD!!2015』テーマソング          |
| 2016年8月12日  | CHUNITHM オリジナルサウンドトラック 単位                                                                    | 御形アリシアナ（福原綾香） | 「brilliant better」                                                                               | ゲーム『チュウニズム』関連曲                                                      |
| 2016年9月2日   | THE IDOLM@STER CINDERELLA GIRLS 4thLIVE TriCastle Story Starlight Castle 会場オリジナルCD                   | 渋谷凛（福原綾香） | 「Snow Wings （M@STER VERSION）」                                                                  | ゲーム『アイドルマスター シンデレラガールズ スターライトステージ』関連曲          |
| 2016年12月23日 | CHUNITHM オリジナルサウンドトラック ドキドキDREAM!!!                                                        | イロドリミドリ | 「ドキドキDREAM!!!」                                                                               | ゲーム『チュウニズム』関連曲                                                      |
| 2017年1月12日  | イロドリミドリ チュウニズムカバーアルバム“GO！GO！チュウニズム♥”                                            | イロドリミドリ | 「GO！GO！ラブリズム♥ ～あーりん書類審査通過記念Ver.～」                                           | ゲーム『チュウニズム』関連曲                                                      |
| 2017年1月25日  | THE IDOLM@STER CINDERELLA GIRLS VIEWING REVOLUTION Yes! Party Time!!                                        | 島村卯月（大橋彩香）、渋谷凛（福原綾香）、本田未央（原紗友里）、赤城みりあ（黒沢ともよ）、安部菜々（三宅麻理恵） | 「Yes! Party Time!!（M@STER VERSION）」                                                            | ゲーム『アイドルマスター シンデレラガールズ ビューイングレボリューション』関連曲  |
| 2017年2月8日   | THE IDOLM@STER CINDERELLA MASTER EVERMORE                                                                   | 島村卯月（大橋彩香）、渋谷凛（福原綾香）、本田未央（原紗友里）、赤城みりあ（黒沢ともよ）、安部菜々（三宅麻理恵）、神崎蘭子（内田真礼）、小日向美穂（津田美波）、城ヶ崎美嘉（佳村はるか）、城ヶ崎莉嘉（山本希望）、高垣楓（早見沙織）、多田李衣菜（青木瑠璃子）、新田美波（洲崎綾）、双葉杏（五十嵐裕美）、前川みく（高森奈津美）、諸星きらり（松嵜麗） | 「ススメ☆オトメ ～jewel parade～」                                                                 | ゲーム『アイドルマスター シンデレラガールズ』関連曲                               |
| 2017年2月8日   | THE IDOLM@STER CINDERELLA MASTER EVERMORE                                                                   | 大橋彩香、福原綾香、原紗友里、藍原ことみ、青木志貴、青木瑠璃子、飯田友子、五十嵐裕美、今井麻夏、上坂すみれ、内田真礼、桜咲千依、大空直美、大坪由佳、金子真由美、金子有希、木村珠莉、黒沢ともよ、佐藤亜美菜、下地紫野、洲崎綾、鈴木絵理、髙野麻美、高森奈津美、立花理香、種﨑敦美、千菅春香、東山奈央、長島光那、原優子、早見沙織、春瀬なつみ、渕上舞、牧野由依、松井恵理子、松嵜麗、三宅麻理恵、村中知、杜野まこ、安野希世乃、山下七海、山本希望、佳村はるか、ルゥティン、和氣あず未 | 「EVERMORE（4thLIVE MIX）」                                                                        | ゲーム『アイドルマスター シンデレラガールズ』関連曲                               |
| 2017年3月22日  | THE IDOLM@STER CINDERELLA MASTER Treasure☆                                                                  | 島村卯月（大橋彩香）、渋谷凛（福原綾香）、城ヶ崎美嘉（佳村はるか）、本田未央（原紗友里）、多田李衣菜（青木瑠璃子） | 「Treasure☆（M@STER VERSION）」                                                                    | ゲーム『アイドルマスター シンデレラガールズ』関連曲                               |
| 2017年3月22日  | THE IDOLM@STER CINDERELLA MASTER Treasure☆                                                                  | 島村卯月（大橋彩香）、渋谷凛（福原綾香）、城ヶ崎美嘉（佳村はるか） | 「Treasure☆（M@STER VERSION）for デレラジ☆MIX」                                                    | ラジオ『デレラジ☆』オープニングテーマ                                             |
| 2017年5月24日  | THE IDOLM@STER CINDERELLA GIRLS LITTLE STARS! エチュードは1曲だけ                                           | 渋谷凛（福原綾香）、上条春菜（長島光那）、神谷奈緒（松井恵理子）、神崎蘭子（内田真礼）、三船美優（原田彩楓） | 「エチュードは1曲だけ」                                                                            | テレビアニメ『アイドルマスター シンデレラガールズ劇場』エンディングテーマ         |
| 2017年8月23日  | Still | イロドリミドリ | 「Still」                                                                                          | ゲーム『チュウニズム』関連曲                                                      |
| 2017年8月23日  | Still | 御形アリシアナ（福原綾香） | 「Still」                                                                                          | ゲーム『チュウニズム』関連曲                                                      |
| 2017年8月26日  | DRAGON PRINCESS                                                                                             | ティア（福原綾香） | 「Hang in There」 「Amadeus Tears」                                                                | 『DRAGON PRINCESS』関連曲                                                         |
| 2017年10月18日 | THE IDOLM@STER CINDERELLA GIRLS MASTER SEASONS AUTUMN!                                                      | 渋谷凛（福原綾香）、森久保乃々（高橋花林）、大和亜季（村中知） | 「さよならアンドロメダ」                                                                           | ゲーム『アイドルマスター シンデレラガールズ』関連曲                               |
| 2017年12月6日  | THE IDOLM@STER CINDERELLA GIRLS LITTLE STARS! 秋めいて Ding Dong Dang!                                      | アナスタシア（上坂すみれ）、渋谷凛（福原綾香） | 「輝く世界の魔法 -しんげきRemix-」                                                                 | テレビアニメ『アイドルマスター シンデレラガールズ劇場』関連曲                     |
| 2018年2月7日   | Session High↑                                                                                               | イロドリミドリ | 「Session High↑」                                                                                  | ゲーム『チュウニズム』関連曲                                                      |
| 2018年2月7日   | Session High↑                                                                                               | 御形アリシアナ（福原綾香） | 「Session High↑」                                                                                  | ゲーム『チュウニズム』関連曲                                                      |
| 2018年3月3日   | アイドルマスター シンデレラガールズ劇場 すぷりんぐふぇすてぃばる 2018 会場オリジナルCD                      | 渋谷凛（福原綾香） | 「We're the friends!」 「メッセージ」                                                              | ゲーム『アイドルマスター シンデレラガールズ』関連曲                               |
| 2018年5月30日  | プリンセスコネクト！Re:Dive PRICONNE CHARACTER SONG 03                                                      | ノゾミ（日笠陽子）、チカ（福原綾香）、ツムギ（木戸衣吹） | 「Shining Future」                                                                                 | ゲーム『プリンセスコネクト！Re:Dive』挿入歌                                       |
| 2018年5月30日  | プリンセスコネクト！Re:Dive PRICONNE CHARACTER SONG 03                                                      | チカ（福原綾香） | 「風への誓い」                                                                                     | ゲーム『プリンセスコネクト！Re:Dive』挿入歌                                       |
| 2018年7月18日  | THE IDOLM@STER CINDERELLA GIRLS CG STAR LIVE Stage bye Stage                                                | 島村卯月（大橋彩香）、渋谷凛（福原綾香）、本田未央（原紗友里） | 「Stage bye Stage」 「CG STAR LIVE CINDERELLA GIRLS Brilliant Party! Mix」                         | イベント『THE IDOLM@STER CINDERELLA GIRLS new generations★BrilliantParty!』関連曲 |
| 2018年7月18日  | THE IDOLM@STER CINDERELLA GIRLS CG STAR LIVE Stage bye Stage                                                | 渋谷凛（福原綾香） | 「Stage bye Stage」                                                                                | イベント『THE IDOLM@STER CINDERELLA GIRLS new generations★BrilliantParty!』関連曲 |
| 2018年8月29日  | 「燃えてヒーロー」コレクション 小学生編                                                                     | 岬太郎（福原綾香） | 「燃えてヒーロー」                                                                                 | テレビアニメ『キャプテン翼』エンディングテーマ                                    |
| 2018年8月29日  | 「燃えてヒーロー」コレクション 小学生編                                                                     | 大空翼（三瓶由布子）、岬太郎（福原綾香） | 「燃えてヒーロー」                                                                                 | テレビアニメ『キャプテン翼』エンディングテーマ                                    |
| 2018年8月29日  | 「燃えてヒーロー」コレクション 小学生編                                                                     | 大空翼（三瓶由布子）、若林源三（鈴村健一）、岬太郎（福原綾香）、日向小次郎（佐藤拓也）、三杉淳（斉藤壮馬） | 「燃えてヒーロー」                                                                                 | テレビアニメ『キャプテン翼』エンディングテーマ                                    |
| 2018年10月30日 | アイドルマスター シンデレラガールズ U149 第4巻特別版特典CD                                                  | 渋谷凛（福原綾香）、橘ありす（佐藤亜美菜） | 「Nation Blue」                                                                                    | 漫画『アイドルマスター シンデレラガールズ U149』関連曲                            |
| 2018年11月30日 | THE IDOLM@STER CINDERELLA GIRLS 6thLIVE MERRY-GO-ROUNDOME!!! MASTER SEASONS AUTUMN! SOLO REMIX              | 渋谷凛（福原綾香） | 「さよならアンドロメダ」                                                                           | ゲーム『アイドルマスター シンデレラガールズ』関連曲                               |
| 2018年12月12日 | THE IDOLM@STER CINDERELLA GIRLS STARLIGHT MASTER 24 Trinity Field                                           | 渋谷凛（福原綾香）、北条加蓮（渕上舞）、神谷奈緒（松井恵理子） | 「Trinity Field（M@STER VERSION）」                                                                | ゲーム『アイドルマスター シンデレラガールズ スターライトステージ』関連曲          |
| 2018年12月19日 | 「燃えてヒーロー」コレクション 中学生編                                                                     | 若林源三（鈴村健一）、岬太郎（福原綾香） | 「燃えてヒーロー（中学生編アレンジ）」                                                             | テレビアニメ『キャプテン翼』エンディングテーマ                                    |
| 2018年12月19日 | 「燃えてヒーロー」コレクション 中学生編                                                                     | 大空翼（三瓶由布子）、日向小次郎（佐藤拓也）、若島津健（梅原裕一郎）、松山光（羽多野渉）、三杉淳（斉藤壮馬）、若林源三（鈴村健一）、岬太郎（福原綾香） | 「燃えてヒーロー（中学生編アレンジ）」                                                             | テレビアニメ『キャプテン翼』エンディングテーマ                                    |
| 2019年1月23日  | THE IDOLM@STER CINDERELLA GIRLS STARLIGHT MASTER 25 Happy New Yeah!                                         | 島村卯月（大橋彩香）、渋谷凛（福原綾香）、本田未央（原紗友里）、佐藤心（花守ゆみり）、三村かな子（大坪由佳） | 「Happy New Yeah!（M@STER VERSION）」                                                              | ゲーム『アイドルマスター シンデレラガールズ スターライトステージ』関連曲          |
| 2019年4月5日   | OVER THE TRINITY                                                                                            | 陰影☯雷散 | 「ConTrast⇔Trust」                                                                                 | 劇場アニメ『劇場版 トリニティセブン -天空図書館と真紅の魔王-』挿入歌              |
| 2019年4月5日   | OVER THE TRINITY                                                                                            | ルーグ（福原綾香） | 「ConTrast⇔Trust (Ildánach Form)」                                                                 | 劇場アニメ『劇場版 トリニティセブン -天空図書館と真紅の魔王-』関連曲              |
| 2019年7月17日  | THE IDOLM@STER CINDERELLA GIRLS STARLIGHT MASTER 30 ガールズ・イン・ザ・フロンティア                        | 渋谷凛（福原綾香）、早坂美玲（朝井彩加）、木村夏樹（安野希世乃）、小日向美穂（津田美波）、塩見周子（ルゥティン） | 「ガールズ・イン・ザ・フロンティア（M@STER VERSION）」                                             | ゲーム『アイドルマスター シンデレラガールズ スターライトステージ』関連曲          |
| 2019年8月14日  | THE IDOLM@STER CINDERELLA GIRLS STARLIGHT MASTER 31 Pretty Liar                                             | 島村卯月（大橋彩香）、小日向美穂（津田美波）、五十嵐響子（種﨑敦美）、渋谷凛（福原綾香）、北条加蓮（渕上舞）、神谷奈緒（松井恵理子）、本田未央（原紗友里）、日野茜（赤﨑千夏）、高森藍子（金子有希） | 「Stage Bye Stage」                                                                                | ゲーム『アイドルマスター シンデレラガールズ スターライトステージ』関連曲          |
| 2019年10月23日 | THE IDOLM@STER CINDERELLA GIRLS STARLIGHT MASTER 33 Starry-Go-Round                                         | 双葉杏（五十嵐裕美）、諸星きらり（松嵜麗）、島村卯月（大橋彩香）、渋谷凛（福原綾香）、本田未央（原紗友里） | 「LOVE & PEACH」                                                                                   | ゲーム『アイドルマスター シンデレラガールズ スターライトステージ』関連曲          |
| 2019年12月12日 | 新サクラ大戦 初回限定版特典CD「歴代歌謡集」                                                                 | 天宮さくら（佐倉綾音）、東雲初穂（内田真礼）、望月あざみ（山村響）、アナスタシア・パルマ（福原綾香）、クラリス（早見沙織） | 「檄！帝国華撃団〈新章〉」                                                                         | ゲーム『新サクラ大戦』オープニングテーマ                                          |
| 2019年12月12日 | 新サクラ大戦 初回限定版特典CD「歴代歌謡集」                                                                 | 天宮さくら（佐倉綾音）、東雲初穂（内田真礼）、望月あざみ（山村響）、アナスタシア・パルマ（福原綾香）、クラリス（早見沙織） | 「奇跡の鐘（太正二十九年版）」                                                                     | ゲーム『新サクラ大戦』挿入歌                                                      |
| 2019年12月12日 | 新サクラ大戦 初回限定版特典CD「歴代歌謡集」                                                                 | 天宮さくら（佐倉綾音）、東雲初穂（内田真礼）、望月あざみ（山村響）、アナスタシア・パルマ（福原綾香）、クラリス（早見沙織）、ホワン・ユイ（上坂すみれ）、ランスロット（沼倉愛美）、エリス（水樹奈々） | 「新たなる」                                                                                       | ゲーム『新サクラ大戦』エンディングテーマ                                          |
| 2019年12月12日 | 新サクラ大戦 初回限定版特典CD「歴代歌謡集」                                                                 | アナスタシア・パルマ（福原綾香） | 「帰れる場所」                                                                                     | ゲーム『新サクラ大戦』関連曲                                                      |
| 2020年2月14日  | THE IDOLM@STER CINDERELLA GIRLS 7thLIVE TOUR Special 3chord♪ Glowing Rock! 会場オリジナルCD                 | 渋谷凛（福原綾香） | 「Trinity Field（M@STER VERSION）」 「Happy New Yeah!（M@STER VERSION）」                          | ゲーム『アイドルマスター シンデレラガールズ スターライトステージ』関連曲          |
| 2020年2月19日  | THE IDOLM@STER CINDERELLA GIRLS STARLIGHT MASTER 36 義勇忍侠花吹雪                                          | 島村卯月（大橋彩香）、渋谷凛（福原綾香）、本田未央（原紗友里） | 「リバイブ」                                                                                       | ゲーム『アイドルマスター シンデレラガールズ スターライトステージ』関連曲          |
| 2020年4月29日  | プリンセスコネクト！Re:Dive PRICONNE CHARACTER SONG 14                                                      | ノゾミ（日笠陽子）、チカ（福原綾香）、ツムギ（木戸衣吹） | 「Call Me Darling!」                                                                               | ゲーム『プリンセスコネクト！Re:Dive』挿入歌                                       |
| 2020年5月27日  | 桜夢見し | 帝国歌劇団・花組、エリス（水樹奈々）、ランスロット（沼倉愛美）、ホワン・ユイ（上坂すみれ） | 「桜夢見し」                                                                                       | テレビアニメ『新サクラ大戦 the Animation』エンディングテーマ                      |
| 2020年5月27日  | 桜夢見し | 帝国歌劇団・花組 | 「桜夢見し」                                                                                       | テレビアニメ『新サクラ大戦 the Animation』エンディングテーマ                      |
| 2020年8月26日  | ECHOES | 416（野中藍）、Gr G11（福原綾香） | 「Alles OK !」                                                                                     | ゲーム『ドールズフロントライン』関連曲                                            |
| 2020年9月30日  | なんどでも笑おう                                                                                            | THE IDOLM@STER FIVE STARS!!! | 「なんどでも笑おう」                                                                               | 「アイドルマスターシリーズ」関連曲                                                |
| 2020年9月30日  | なんどでも笑おう【シンデレラガールズ盤】                                                                    | THE IDOLM@STER CINDERELLA GIRLS | 「なんどでも笑おう」                                                                               | 「アイドルマスターシリーズ」関連曲                                                |
| 2020年9月30日  | なんどでも笑おう【シンデレラガールズ盤】                                                                    | 渋谷凛（福原綾香） | 「なんどでも笑おう」                                                                               | 「アイドルマスターシリーズ」関連曲                                                |
| 2020年10月7日  | THE IDOLM@STER CINDERELLA GIRLS Live Broadcast 24magic 〜シンデレラたちの24時間生放送！〜 オリジナルCD      | 渋谷凛（福原綾香） | 「ガールズ・イン・ザ・フロンティア（M@STER VERSION）」                                             | ゲーム『アイドルマスター シンデレラガールズ スターライトステージ』関連曲          |
| 2020年11月11日 | 新サクラ大戦 the Animation オリジナルサウンドトラック                                                       | 天宮さくら（佐倉綾音）、アナスタシア・パルマ（福原綾香） | 「凍てつく魂」                                                                                     | テレビアニメ『新サクラ大戦 the Animation』挿入歌                                  |
| 2020年11月11日 | 新サクラ大戦 the Animation オリジナルサウンドトラック                                                       | 帝国歌劇団・花組 | 「スタァ誕生」                                                                                     | テレビアニメ『新サクラ大戦 the Animation』挿入歌                                  |
| 2020年11月11日 | 新サクラ大戦 the Animation オリジナルサウンドトラック                                                       | 帝国歌劇団・花組 with クラーラ（和多田美咲） | 「スタァ誕生」                                                                                     | テレビアニメ『新サクラ大戦 the Animation』エンディングテーマ                      |
| 2020年11月11日 | 新サクラ大戦 the Animation オリジナルサウンドトラック                                                       | 帝国歌劇団・花組 | 「スタァ誕生（別バージョン）」                                                                     | テレビアニメ『新サクラ大戦 the Animation』関連曲                                  |
| 2021年3月3日   | THE IDOLM@STER CINDERELLA GIRLS STARLIGHT MASTER COLLABORATION! Great Journey                               | 島村卯月（大橋彩香）、渋谷凛（福原綾香）、本田未央（原紗友里） | 「Great Journey（M@STER VERSION）」                                                                | ゲーム『アイドルマスター シンデレラガールズ スターライトステージ』関連曲          |
| 2021年3月3日   | THE IDOLM@STER CINDERELLA GIRLS STARLIGHT MASTER COLLABORATION! Great Journey                               | 渋谷凛（福原綾香） | 「Great Journey（M@STER VERSION）」                                                                | ゲーム『アイドルマスター シンデレラガールズ スターライトステージ』関連曲          |
| 2021年6月21日  | 騒乱前夜 | B-Transition | 「騒乱前夜」                                                                                       | 『BURNS SKOOL』関連曲                                                             |
| 2021年7月5日   | TRULY | 鬼島蓮（福原綾香）、瀬名優一郎（藍原ことみ） | 「TRULY」                                                                                          | 『BURNS SKOOL』関連曲                                                             |
| 2021年9月27日  | TO-B | B-Transition | 「TO-B」                                                                                           | 『BURNS SKOOL』関連曲                                                             |
| 2021年9月29日  | プリンセスコネクト！Re:Dive PRICONNE CHARACTER SONG 23                                                      | ノゾミ（日笠陽子）、チカ（福原綾香）、ツムギ（木戸衣吹） | 「ジャストアモーメント！」                                                                         | ゲーム『プリンセスコネクト！Re:Dive』挿入歌                                       |
| 2021年9月29日  | プリンセスコネクト！Re:Dive PRICONNE CHARACTER SONG 23                                                      | チカ（福原綾香） | 「ジャストアモーメント！」                                                                         | ゲーム『プリンセスコネクト！Re:Dive』挿入歌                                       |
| 2021年11月10日 | THE IDOLM@STER CINDERELLA GIRLS 10th ANNIVERSARY M@GICAL WONDERLAND TOUR!!! MerryMaerchen Land オリジナルCD | 渋谷凛（福原綾香） | 「輝く世界の魔法（M@STER VERSION）」 「Absolute NIne」                                             | ゲーム『アイドルマスター シンデレラガールズ』関連曲                               |
| 2022年1月26日  | THE IDOLM@STER CINDERELLA MASTER キセキの証 & Let's Sail Away!!! & ココカラミライヘ！                       | 十時愛梨（原田ひとみ）、神崎蘭子（内田真礼）、渋谷凛（福原綾香）、塩見周子（ルゥティン）、島村卯月（大橋彩香）、高垣楓（早見沙織）、安部菜々（三宅麻理恵）、本田未央（原紗友里）、北条加蓮（渕上舞）、鷺沢文香（M・A・O） | 「ココカラミライヘ！」                                                                             | ゲーム『アイドルマスター シンデレラガールズ』関連曲                               |
| 2022年1月26日  | THE IDOLM@STER CINDERELLA MASTER キセキの証 & Let's Sail Away!!! & ココカラミライヘ！ 特別限定盤            | 渋谷凛（福原綾香） | 「ココカラミライヘ！」                                                                             | ゲーム『アイドルマスター シンデレラガールズ』関連曲                               |
| 2022年2月16日  | THE IDOLM@STER CINDERELLA GIRLS STARLIGHT MASTER R/LOCK ON! 02 Drastic Melody                               | 渋谷凛（福原綾香）、白雪千夜（関口理咲）、松永涼（千菅春香） | 「Drastic Melody（M@STER VERSION）」                                                               | ゲーム『アイドルマスター シンデレラガールズ スターライトステージ』関連曲          |
| 2022年2月16日  | THE IDOLM@STER CINDERELLA GIRLS STARLIGHT MASTER R/LOCK ON! 02 Drastic Melody                               | 渋谷凛（福原綾香） | 「Drastic Melody（M@STER VERSION）」                                                               | ゲーム『アイドルマスター シンデレラガールズ スターライトステージ』関連曲          |
| 2022年4月8日   | アイドルマスター シンデレラガールズ U149 第10巻特別版特典CD                                                 | 渋谷凛（福原綾香）、橘ありす（佐藤亜美菜） | 「生存本能ヴァルキュリア」                                                                         | 漫画『アイドルマスター シンデレラガールズ U149』関連曲                            |
| 2022年4月20日  | THE IDOLM@STER CINDERELLA GIRLS STARLIGHT MASTER R/LOCK ON! 04 堕ちる果実                                   | 渋谷凛（福原綾香） | 「Reflective illumination night」                                                                  | ゲーム『アイドルマスター シンデレラガールズ スターライトステージ』関連曲          |
| 2022年6月26日  | Nameless PRidE                                                                                              | B-Transition | 「Nameless PRidE」                                                                                 | 『BURNS SKOOL』関連曲                                                             |
| 2022年8月3日   | THE IDOLM@STER CINDERELLA GIRLS STARLIGHT MASTER R/LOCK ON! 07 ストリート・ランウェイ                       | 島村卯月（大橋彩香）、渋谷凛（福原綾香）、本田未央（原紗友里） | 「サラバ、愛しき悲しみたちよ」                                                                     | ゲーム『アイドルマスター シンデレラガールズ スターライトステージ』関連曲          |
| 2022年10月4日  | Extreme Hearts キャラクターソングアルバム「BEST 4 U」                                                       | 葉山陽和（野口瑠璃子）、小鷹咲希（岡咲美保）、前原純華（優木かな）、橘雪乃（福原綾香）、小日向理瀬（小澤亜李）、ミシェル・イェーガー（市ノ瀬加那）、アシュリー・ヴァンクロフト（瀬戸麻沙美） | 「無限大の魔法」                                                                                   | テレビアニメ『Extreme Hearts』挿入歌                                              |
| 2022年10月4日  | Extreme Hearts キャラクターソングアルバム「BEST 4 U」                                                       | RISE | 「大好きだよって叫ぶんだ」 「Happy☆Shiny Stories」 「全力Challenger」                              | テレビアニメ『Extreme Hearts』挿入歌                                              |
| 2022年10月4日  | Extreme Hearts キャラクターソングアルバム「BEST 4 U」                                                       | RISE | 「SUNRISE（ver.RISE）」                                                                            | テレビアニメ『Extreme Hearts』エンディングテーマ                                  |
| 2022年10月4日  | Extreme Hearts キャラクターソング ソロバージョン                                                            | 橘雪乃（福原綾香） | 「大好きだよって叫ぶんだ」 「無限大の魔法」 「Happy☆Shiny Stories」 「全力Challenger」 「SUNRISE」 | テレビアニメ『Extreme Hearts』関連曲                                              |
| 2023年7月26日  | CRYST@LOUD                                                                                                  | 天海春香（中村繪里子）、渋谷凛（福原綾香）、伊吹翼（Machico）、天道輝（仲村宗悟）、八宮めぐる（峯田茉優） | 「CRYST@LOUD」                                                                                     | ライブイベント『THE IDOLM@STER M@STERS OF IDOL WORLD!!!!! 2023』テーマソング      |
| 2023年7月26日  | CRYST@LOUD                                                                                                  | 渋谷凛（福原綾香） | 「CRYST@LOUD」                                                                                     | ライブイベント『THE IDOLM@STER M@STERS OF IDOL WORLD!!!!! 2023』テーマソング      |
| 2023年9月11日  | マジックパーテーション                                                                                      | B-Transition | 「マジックパーテーション」                                                                         | 『BURNS SKOOL』関連曲                                                             |
| 2024年1月1日   | AGE OF ARISE                                                                                                | B-Transition | 「AGE OF ARISE」                                                                                   | 『BURNS SKOOL』関連曲                                                             |
| 2024年2月14日  | Extreme Hearts ソング&ストーリーアルバム「Start Sign」                                                      | RISE | 「Start Sign」                                                                                     | テレビアニメ『Extreme Hearts』関連曲                                              |
| 2024年3月6日   | Start Sign ソロバージョン                                                                                   | 橘雪乃（福原綾香） | 「Start Sign」                                                                                     | テレビアニメ『Extreme Hearts』関連曲                                              |
| 2024年5月15日  | THE IDOLM@STER CINDERELLA GIRLS STARLIGHT MASTER COLLABORATION! ジュビリー                                  | 星街すいせい、渋谷凛（福原綾香） | 「Stellar Stellar」                                                                                | ゲーム『アイドルマスター シンデレラガールズ スターライトステージ』関連曲          |
| 2024年5月15日  | THE IDOLM@STER CINDERELLA GIRLS STARLIGHT MASTER COLLABORATION! ジュビリー                                  | 渋谷凛（福原綾香） | 「Stellar Stellar」                                                                                | ゲーム『アイドルマスター シンデレラガールズ スターライトステージ』関連曲          |
| 2024年5月15日  | THE IDOLM@STER CINDERELLA GIRLS STARLIGHT MASTER HEART TICKER! 06 Come to you                               | 小日向美穂（津田美波）、渋谷凛（福原綾香）、本田未央（原紗友里） | 「Come to you（M@STER VERSION）」                                                                  | ゲーム『アイドルマスター シンデレラガールズ スターライトステージ』関連曲          |
| 2024年5月15日  | THE IDOLM@STER CINDERELLA GIRLS STARLIGHT MASTER HEART TICKER! 06 Come to you                               | 渋谷凛（福原綾香） | 「Come to you（M@STER VERSION）」                                                                  | ゲーム『アイドルマスター シンデレラガールズ スターライトステージ』関連曲          |
| 2024年12月11日 | アイ NEED YOU（FOR WONDERFUL STORY）【シンデレラガールズ盤】                                                | THE IDOLM@STER BRILLIANT STARS | 「アイ NEED YOU（FOR WONDERFUL STORY）」                                                           | 「アイドルマスターシリーズ」20周年記念楽曲                                        |
| 2024年12月11日 | アイ NEED YOU（FOR WONDERFUL STORY）【シンデレラガールズ盤】                                                | CINDERELLA GIRLS | 「アイ NEED YOU（FOR WONDERFUL STORY）」                                                           | 「アイドルマスターシリーズ」20周年記念楽曲                                        |
| 2024年12月11日 | アイ NEED YOU（FOR WONDERFUL STORY）【シンデレラガールズ盤】                                                | 渋谷凛（福原綾香） | 「アイ NEED YOU（FOR WONDERFUL STORY）」                                                           | 「アイドルマスターシリーズ」20周年記念楽曲                                        |
| 2025年4月30日  | プリンセスコネクト！Re:Dive PRICONNE CHARACTER SONG 47                                                      | チカ（福原綾香）、ランファ（原田彩楓） | 「星詠みの祈り唄」                                                                                 | ゲーム『プリンセスコネクト！Re:Dive』挿入歌                                       |

### その他参加楽曲
| 発売日         | 商品名                                               | 歌       | 楽曲     | 備考                                              |
| -------------- | ---------------------------------------------------- | -------- | -------- | ------------------------------------------------- |
| 2018年11月14日 | ロックマン11 運命の歯車!! オリジナルサウンドトラック | 福原綾香 | 「RM11」 | ゲーム『ロックマン11 運命の歯車!!』イメージソング |

## ライブ・イベント

### 合同ライブ
| 出演日               | タイトル                                                                                        | 会場                                        |
| -------------------- | ----------------------------------------------------------------------------------------------- | ------------------------------------------- |
| 2013年6月22日        | @JAM 2013                                                                                       | Zepp DiverCity (TOKYO)（東京都）            |
| 2013年8月23日        | Animelo Summer Live 2013 -FLAG NINE-                                                            | さいたまスーパーアリーナ（埼玉県）          |
| 2013年9月21日・22日  | THE IDOLM@STER 8th ANNIVERSARY HOP!STEP!!FESTIV@L!!!                                            | 幕張イベントホール（千葉県）                |
| 2013年11月28日       | アイドルマスター シンデレラガールズ 2周年記念イベント                                           | 新宿ステーションスクエア（東京都）          |
| 2014年1月25日        | リスアニ! LIVE 4 SATURDAY STAGE                                                                 | 日本武道館（東京都）                        |
| 2014年2月22日・23日  | THE IDOLM@STER M@STERS OF IDOL WORLD!!2014                                                      | さいたまスーパーアリーナ（埼玉県）          |
| 2014年4月5日・6日    | THE IDOLM@STER CINDERELLA GIRLS 1stLIVE WONDERFUL M@GIC!!                                       | 舞浜アンフィシアター（千葉県）              |
| 2014年8月30日        | Animelo Summer Live 2014 -ONENESS-                                                              | さいたまスーパーアリーナ（埼玉県）          |
| 2014年9月21日        | TOKYOアニメパーク BANDAI NAMCO ANIME CAMP 2014                                                  | 潮風公園太陽の広場（東京都）                |
| 2014年11月30日       | THE IDOLM@STER CINDERELLA GIRLS 2ndLIVE PARTY M@GIC!!                                           | 国立代々木第一体育館（東京都）              |
| 2015年1月24日        | リスアニ! LIVE 5 SATURDAY STAGE                                                                 | 日本武道館（東京都）                        |
| 2015年4月25日        | 超音楽祭2015                                                                                    | 幕張メッセ（千葉県）                        |
| 2015年7月18日・19日  | THE IDOLM@STER M@STERS OF IDOL WORLD 2015                                                       | 西武プリンスドーム（埼玉県）                |
| 2015年8月2日         | THE IDOLM@STER CINDERELLA GIRLS SUMMER FESTIV@L 2015 東京公演                                   | 舞浜アンフィシアター（千葉県）              |
| 2015年8月23日        | THE IDOLM@STER CINDERELLA GIRLS SUMMER FESTIV@L 2015 大阪公演                                   | グランキューブ大阪（大阪府）                |
| 2015年8月29日        | Animelo Summer Live 2015 -THE GATE-                                                             | さいたまスーパーアリーナ（埼玉県）          |
| 2015年11月28日・29日 | THE IDOLM@STER CINDERELLA GIRLS 3rdLIVE シンデレラの舞踏会 - Power of Smile -                   | 幕張メッセ国際展示場 9-11番ホール（千葉県） |
| 2015年12月19日       | 「蒼き鋼のアルペジオ –アルス・ノヴァ-」Character Songs LIVE “Blue Field”～Finale～              | よこすか芸術劇場（神奈川県）                |
| 2016年1月23日        | リスアニ! LIVE 2016                                                                             | 日本武道館（東京都）                        |
| 2016年2月20日        | maimaixイロドリミドリxCHUNITHM SPECIAL LIVE JAEPO 2016 Party Night（昼）                        | 幕張メッセ（千葉県）                        |
| 2016年7月30日        | THE IDOLM@STER CINDERELLA GIRLS MEMORIAL PARADE                                                 | STUDIO COAST（東京都）                      |
| 2016年8月26日        | Animelo Summer Live 2016 刻-TOKI-                                                               | さいたまスーパーアリーナ（埼玉県）          |
| 2016年9月4日         | THE IDOLM@STER CINDERELLA GIRLS 4thLIVE TriCastle Story Starlight Castle                        | 神戸ワールド記念ホール（兵庫県）            |
| 2016年10月16日       | THE IDOLM@STER CINDERELLA GIRLS 4thLIVE TriCastle 346 Castle                                    | さいたまスーパーアリーナ（埼玉県）          |
| 2016年11月19日       | THE IDOLM@STER CINDERELLA GIRLS 5th Anniversary Party                                           | 森のホール21（千葉県）                      |
| 2017年2月12日        | maimai×イロドリミドリ×CHUNITHM SPECIAL LIVE JAEPO 2017 Party Night2（祭）                       | 幕張メッセ（千葉県）                        |
| 2017年7月8日・9日    | THE IDOLM@STER CINDERELLA GIRLS 5thLIVE TOUR Serendipity Parade!!! 幕張公演                     | 幕張イベントホール（千葉県）                |
| 2017年8月13日        | THE IDOLM@STER CINDERELLA GIRLS 5thLIVE TOUR Serendipity Parade!!! さいたまスーパーアリーナ公演 | さいたまスーパーアリーナ（埼玉県）          |
| 2017年11月5日        | イロドリミドリLIVE'17                                                                           | 赤坂BLITZ（東京都）                         |
| 2017年11月19日       | アイドルマスター シンデレラガールズ 6th Anniversary Memorial Party                              | 舞浜アンフィシアター（千葉県）              |
| 2018年4月7日・8日    | THE IDOLM@STER CINDERELLA GIRLS Initial Mess@ge                                                 | 台北国際会議中心（台湾 台北市）             |
| 2018年9月8日・9日    | THE IDOLM@STER CINDERELLA GIRLS SS3A Live Sound Booth♪                                          | ヤマダグリーンドーム前橋（群馬県）          |
| 2018年11月10日・11日 | THE IDOLM@STER CINDERELLA GIRLS 6thLIVE MERRY-GO-ROUNDOME!!! メットライフドーム公演             | メットライフドーム（埼玉県）                |
| 2018年12月1日・2日   | THE IDOLM@STER CINDERELLA GIRLS 6thLIVE MERRY-GO-ROUNDOME!!! ナゴヤドーム公演                   | ナゴヤドーム（愛知県）                      |
| 2019年9月3日・4日    | THE IDOLM@STER CINDERELLA GIRLS 7thLIVE TOUR Special 3chord♪ Comical Pops!                      | 幕張メッセ国際展示場 9-11番ホール（千葉県） |
| 2019年10月19日       | バンダイナムコエンターテインメントフェスティバル                                                | 東京ドーム（東京都）                        |
| 2019年11月9日・10日  | THE IDOLM@STER CINDERELLA GIRLS 7thLIVE TOUR Special 3chord♪ Funky Dancing!                     | ナゴヤドーム（愛知県）                      |
| 2020年2月15日・16日  | THE IDOLM@STER CINDERELLA GIRLS 7thLIVE TOUR Special 3chord♪ Glowing Rock!                      | 京セラドーム大阪（大阪府）                  |
| 2021年5月27日        | THE IDOLM@STER CINDERELLA GIRLS NEXT LIVE発表会 SPECIAL STAGE                                   | 未来研スタジオ（東京都）                    |
| 2021年12月25日・26日 | THE IDOLM@STER CINDERELLA GIRLS 10th ANNIVERSARY M@GICAL WONDERLAND TOUR!!! CosmoStar Land      | 愛知県国際展示場 ホールA（愛知県）          |
| 2022年4月2日・3日    | THE IDOLM@STER CINDERELLA GIRLS 10th ANNIVERSARY M@GICAL WONDERLAND!!!                          | ベルーナドーム（埼玉県）                    |
| 2022年5月14日        | バンダイナムコエンターテインメントフェスティバル 2nd                                            | ZOZOマリンスタジアム（千葉県）              |
| 2022年11月26日・27日 | THE IDOLM@STER CINDERELLA GIRLS Twinkle LIVE Constellation Gradation                            | ベルーナドーム（埼玉県）                    |
| 2023年2月11日        | THE IDOLM@STER M@STERS OF IDOL WORLD!!!!! 2023                                                  | 東京ドーム（東京都）                        |